# Yury Chesnokov
Yury Borisovich Chesnokov (em russo:  Юрий Борисович Чесноков; Moscou, 22 de janeiro de 1933 — 30 de maio de 2010) foi um jogador de voleibol da Rússia que competiu pela União Soviética nos Jogos Olímpicos de 1964.
Chesnokov foi por duas vezes campeão mundial, ganhando a medalha de ouro nas edições de 1960 e 1962. Em 1964 ele fez parte da equipe soviética que conquistou a primeira posição no torneio olímpico, no qual participou de oito jogos. Após a aposentadoria como jogador, ele foi o treinador do time soviético nas olimpíadas de 1972 e 1976, e posteriormente atuou como vice-presidente da FIVB por vários anos.